# На межі століть
«На межі століть» — радянський художній фільм 1981 року знятий на Ризькій кіностудії режисером Гунаром Пієсісом.

## Сюжет
Історична драма за мотивами романів Андрія Упіта «Під панським батогом» і «Перша ніч», що входять до його тетралогії «На межі століть». Латвія, 17 століття. Дізнавшись про безчинство керуючого свого маєтку, молодий барон фон Брюммер залишає навчання в Німеччині і повертається на батьківщину, щоб захистити своїх селян. За згодою барона селяни розправляються з тираном-керуючим. Але бунт пригнічений, барон заарештований, маєток віддано іншому власнику.

## У ролях
- Айгар Бірзнієкс — Курт фон Брюммер
- Олев Ескола — барон фон Гетлінг
- Ласма Мурнієце-Кугрена — Шарлотта-Амалія
- Урмас Кібуспуу — Карл фон Шрадер
- Інтс Буранс — Холгрен
- Лаура Мартіоніте — Майя
- Ааре Лаанемет — Мартіньш
- Олександр Боярський — Крашевський
- Дмитро Миргородський — Крашевський
- Юріс Стренга — Холодкевич
- Улдіс Пуцітіс — староста
- Антра Лієдскалниня — дружина старости
- Велта Ліне — Лауклене
- Яніс Паукштелло — Теніс
- Лілія Жвігуле — Лавізе
- Валдемарс Зандбергс — Брієдіс
- Алфредс Віденієкс — Марціс
- Лідія Фреймане — Дарта
- Мієрвалдіс Озоліньш — епізод
- Андіс Квепс — епізод
- Артурс Дімітерс — епізод
- Улдіс Ваздікс — епізод
- Едгарс Лієпіньш — епізод
- Ромуалдс Анцанс — епізод

## Знімальна група
- Режисер — Гунар Пієсіс
- Сценарист — Гунар Пієсіс
- Оператор — Мартиньш Клейнс
- Композитор — Імант Калниньш
- Художник — Ієва Романова